# 小笠原貞通
小笠原 貞通（おがさわら さだみ）は、江戸時代中期の大名。豊前国小倉新田藩（千束藩）2代藩主。官位は従五位下・近江守。

## 略歴
豊前小倉藩主・小笠原忠雄の三男として江戸にて誕生。
元禄13年（1700年）、叔父で先代藩主の小笠原真方の養嗣子となる。宝永6年（1709年）に養父が讃岐国にて溺死したため、その跡を継いだ。正室の伊東氏とは仲が悪く、僅か2年で離別したが、側室の藤井氏との間は仲が良く、8男7女という子女に恵まれている。最初は次男・定政を世子に選んでいたが、元文4年（1739年）6月12日に早世したため、六男・貞顕を新たに世子とした。
延享4年（1747年）正月5日、小倉にて死去し、跡を貞顕が継いだ。

## 系譜
- 父：小笠原忠雄（1647-1725）
- 母：鈴木氏
- 正室：伊東長救の娘
- 側室：藤井氏
  - 六男：小笠原貞顕（1734-1802）
- 生母不明の子女
  - 次男：小笠原定政（1719-1739）
  - 女子：縫姫 - 裏松祐光室、のち宮本貞弼養女
  - 女子：五島盛峰正室 - のち小笠原長之室